# Lúcio Costa
Lúcio Costa (27. února 1902 Toulon, Francie – 13. června 1998 Rio de Janeiro, Brazílie) byl brazilský architekt a urbanista. Vytvořil plán výstavby nového brazilského hlavního města Brazílie.
Své dětství a mládí prožil Costa v Evropě, ale později se přestěhoval do Brazílie. V roce 1924 získal v Riu de Janeiro na Vysoké škole výtvarných umění titul architekt.
Costa byl stoupencem moderního stylu Le Corbusiera. Ve svém díle Costa kombinoval prvky brazilské a tradiční architektury. Mezi jeho prvotní díla, kterými zdůraznil roli brazilské moderny, patřily: brazilský pavilon na výstavě Expo 1939 v New Yorku (vytvořil jej spolu s Oscarem Niemeyerem), dále návrh obytné čtvrti Parque Guinle v Rio de Janeiro (1948) či Hotel do Park Sao Clemente v Nova Friburgo.
Zpracoval též do detailů podrobný plán města Brazílie. Město rozvrhl do sektorů, které z výšky připomínaly letadlo. Vedle jiného navrhl i tmavě šedou uniformu řidičů městských autobusů. Vlastní město bylo dokončeno v roce 1960 v krátkém čase – po 41 měsících výstavby. Město se stalo symbolem pokroku s impozantními soubory vládních budov. V roce 2021 mělo více než tři miliony obyvatel, jezdí v něm metro a je zařazeno na seznam světového dědictví UNESCO.